# Ashland (Mississippi)
Ashland település az Amerikai Egyesült Államok Mississippi államában, Benton megyében, melynek megyeszékhelye is. Lakosainak száma 551 fő (2020. április 1.).

## Népesség
A település népességének változása:

| 2010 | 569 |
| 2020 | 551 |